# Nghị quyết 1973 của Hội đồng Bảo an Liên Hợp Quốc
Nghị quyết 1973 của Hội đồng Bảo an Liên Hợp Quốc là một nghị quyết của Hội đồng Bảo an Liên Hợp Quốc thông qua đối với chính quyền Libya. Nghị quyết này đã được Hội đồng Bảo an Liên Hợp Quốc thông qua với nội dung thiết lập vùng cấm bay và cho phép sử dụng vũ lực đối với chính quyền của Muammar Gaddafi trong cuộc nổi đậy tại Libya năm 2011.
Nghị quyết này được thông qua ngày 17 tháng 3 năm 2011. Nghị quyết được đề xuất bởi Pháp, Liban và Vương quốc Anh.
Mười thành viên Hội đồng Bảo an đã bỏ phiếu quyết, năm thành viên (Brasil, Đức, và Ấn Độ và các thành viên thường trực như Trung Quốc và Nga) bỏ phiếu trắng, không có phiếu chống.
Nghị quyết giao quyền cho cộng đồng quốc tế thiết lập một vùng cấm bay Libya và dùng các phương thức cần thiết nhưng không có chiếm đóng nước ngoài để bảo vệ thường dân.

## Các điểm chính của nghị quyết
Nội dung chính của Nghị quyết 1973 (2011):
- áp đặt một vùng cấm bay trên không phận Libya;
- cho phép tất cả các phương tiện cần thiết để bảo vệ dân thường và các khu vực dân sự-dân cư;
- tăng cường cấm vận vũ khí và hành động đặc biệt chống lại lính đánh thuê, bằng cách cho phép để kiểm tra bắt buộc đối với các tàu và máy bay;
- áp đặt một lệnh cấm trên tất cả các chuyến bay đi và đến Libya;
- áp đặt một lệnh phong tỏa các thuộc sở hữu của các cơ quan chức Libya, và xác nhận lại tài sản đó được sử dụng cho lợi ích của nhân dân Libya;
- mở rộng lệnh cấm đi lại và phong tỏa tài sản của Nghị quyết 1970 của Hội đồng Bảo an Liên Hợp Quốc bổ sung đối với một số cá nhân và tổ chức Libya;
- thiết lập một nhóm chuyên gia để giám sát và thúc đẩy thực hiện xử phạt.

## Các nước bỏ phiếu
| Thuận (10) | Trắng (5)                                 | Chống (0) |
| --- | ----------------------------------------- | --------- |
| - Bosna và Hercegovina - Colombia - Pháp - Gabon - Liban - Nigeria - Bồ Đào Nha - Nam Phi - Anh Quốc - Hoa Kỳ | - Brasil - Trung Quốc - Đức - Ấn Độ - Nga |           |

 * Ủy viên thường trực của Hội đồng Bảo an in đậm.